# Xã Eden, Quận Lancaster, Pennsylvania
Xã Eden (tiếng Anh: Eden Township) là một xã thuộc quận Lancaster, tiểu bang Pennsylvania, Hoa Kỳ. Năm 2010, dân số của xã này là 2.094 người.